# Cristoforo Babbi
Cristoforo Babbi noto anche come Christoph Babbi (Cesena, 8 maggio 1745 – Dresda, 19 novembre 1814) è stato un violinista e compositore italiano.
Era il maestro dei concerti della corte di Dresda e tra le sue opere ci sono concerti per violino, quartetti, sinfonie e duetti con flauto.

## Biografia
Pietro Giovanni Cristoforo Bartolomeo Gaspare Babbi era figlio del cantante lirico Gregorio Lorenzo Babbi (1708-1768) e della soprano Giovanna Guaetti. Crebbe a Napoli, dove i suoi genitori erano stati ingaggiati dal Teatro San Carlo. Dal 1763 studiò violino, contrappunto e composizione a Faenza con Paolo Tommaso Alberghi, un allievo di Giuseppe Tartini. Babbi fu menzionato più volte, tra il 1766 e il 1772, all'annuale "Festa dell'Immacolata Concezione" di Faenza come "primo violino". Nella stagione lirica del 1773 fu il primo violinista a Rimini, ma nello stesso anno divenne membro della "Capella musicale" presso San Petronio a Bologna, un incarico che ricoprì fino al 1781. Nel 1774 fu accettato come membro dell'Accademia Filarmonica. Parallelamente al suo servizio a San Petronio, fu direttore principale al Teatro Comunale di Bologna tra il 1775 e il 1778.
Il 3 marzo 1781 gli fu conferito l'incarico di primo violino presso la Cappella della corte di Dresda per un anno di prova, che era diretta da Johann Gottlieb Naumann. Al periodo di prova seguì un incarico permanente per nove anni, con uno stipendio annuo di 1200 talleri. A Dresda, si guadagnò la "reputazione del miglior maestro di concerti, che è particolarmente necessario e utile con la musica Hassesch". Il suo contratto fu prorogato indefinitamente nel 1789. Il successore di Babbi fu Giovanni Battista Polledro.
Le figlie di Babbi, Giovanna e Teresa, erano cantanti della cappella di Dresda e del teatro di corte, suo figlio Gregorio (intorno al 1770 - dopo il 1815) lavorò come cantante e violinista nella cappella di corte di Dresda e dopo il 1807 come primo violino nei teatri bolognesi.
Cristoforo Babbi compose numerosi concerti per violino, sinfonie, quartetti e duetti, tutti non pervenuti. È stata conservata solo la sinfonia di ingresso alla cantata "Augusta" di Christian Ehregott Weinlig del 1786.
Il musicologo Richard Engländer ha riscontrato in Babbi il ruolo che ebbe un'importanza decisiva per la ripresa della cappella di corte di Dresda nel periodo tra il 1780 e il 1800.